# Diego Valeri (Literaturwissenschaftler)

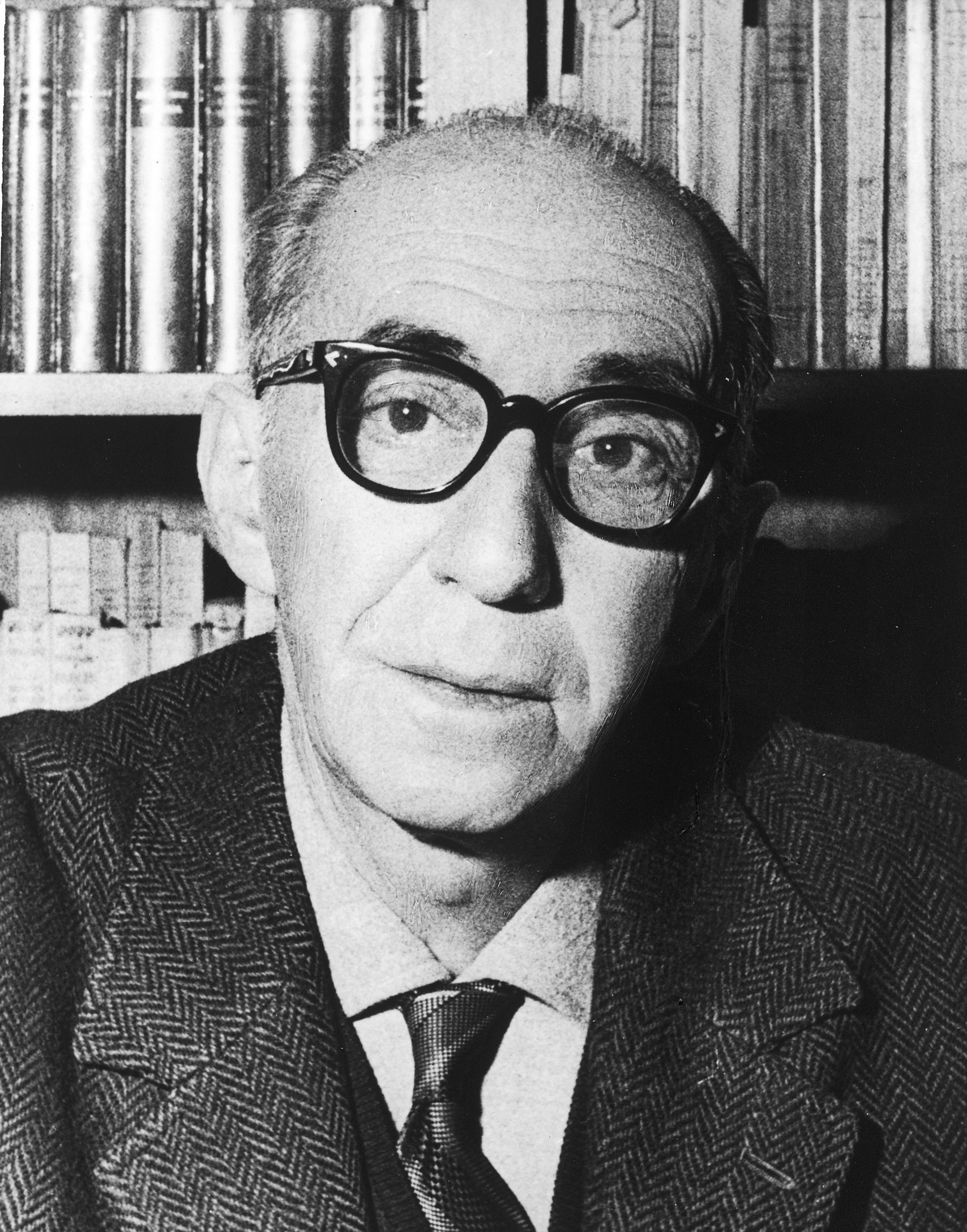
Diego Valeri

Diego Valeri (* 25. Januar 1887 in Piove di Sacco; † 27. November 1976 in Rom) war ein italienischer Literaturwissenschaftler und Schriftsteller.

## Leben
Diego Valeri begann zunächst seine akademische Ausbildung in Padua. Er gewann 1912 in einem Wettbewerb ein Stipendium für ein Studium an der Pariser Sorbonne. 1914 kehrte Valeri nach Italien zurück und arbeitete zunächst als Lehrer in verschiedenen Städten Oberitaliens, bekam aber Schwierigkeiten wegen seiner antifaschistischen Haltung und nahm schließlich eine untergeordnete Stellung in der Superintendentur für Kunst in Venedig an. Er schrieb nebenher regelmäßig Kolumnen zur französischen Literatur in der Zeitschrift Nuova Antologia, veröffentlichte Übersetzungen und Gedichte. 1939 wurde er Professor für französische Sprache und Literatur an der Universität Padua, später Ordinarius für Geschichte der italienischen Literatur.
Nach Mussolinis Verhaftung 1943 wurde Valeri Herausgeber der Venezianischen Tageszeitung Il Gazzettino. Am 8. September 1943 musste er in die Schweiz emigrieren. Er arbeitete dort als Journalist und Übersetzer. Gemeinsam mit anderen Antifaschisten organisierte er in Mürren eine Art italienischer Exil-Universität. Nach Italien 1945 zurückgekehrt, nahm er seine Lehrtätigkeit in Padua wieder auf und wirkte auch als Privatdozent an der Universität Lecce. 1957 emeritiert, wurde er korrespondierendes Mitglied der Accademia dei Lincei und 1962 Socio nazionale derselben Akademie. Schließlich wurde er zum Superintendenten für Kunst Venedigs berufen, siedelte nach Venedig über und wurde auch ins Stadtparlament gewählt.
Valeri veröffentlichte neben literaturhistorischen Arbeiten vor allem Lyrik. Sein literarisches Werk ist von Gabriele D’Annunzio, Giovanni Pascoli, Paul Verlaine und dem Symbolismus beeinflusst. Seine wenigen Prosawerke behandeln das Leben in Venedig. Seine wichtigsten Werke sind Il campanellino (1928) und Fantasie veneziane (1934). In Italien ist er auch als Übersetzer deutschsprachiger – darunter Goethe – und französischer Literatur bekannt.
Zahlreiche seiner Gedichtbände wurden ins Französische übersetzt. Am 6. April 1965 wurde er Mitglied der französischen Ehrenlegion.

## Werke in deutscher Sprache
- Venedig-Brevier. Padua 1943, Mailand 1966, Florenz 1978 (Original zuerst als Le tre Venezie. Venezia 1942, später unter dem Titel: Guida sentimentale di Venezia. Florenz 1955, Mailand 1964, 1978, Florenz 1994)
- Die Pinien. Gedicht. In: Die Lyra des Orpheus. Lyrik der Völker in deutscher Nachdichtung. Ausgewählt und eingeleitet von Felix Braun. Hamburg/Wien 1952, 2. Auf. München 1978, S. 375.
- mit Giovanni Mariacher: I Tesori - La basilica di San Marco. (Ital./Frz./Engl./Dt.). Florenz 1966.
- Einleitung in: Giulio Corinaldi (Fotos): Venedig. Müder Glanz auf versinkenden Pfählen. Mailand/Wien/München 1970/1992, ISBN 3-7031-0022-2.